# DFS 40
Il DFS 40, inizialmente identificato come Delta V, era un aereo sperimentale monomotore e monoposto dotato di ala a delta, realizzato e sviluppato in Germania dall'istituto di ricerca Deutsche Forschungsanstalt für Segelflug (DFS) nella seconda parte degli anni trenta.
Il DFS 40, codice di identificazione del progetto assegnato dal Reichsluftfahrtministerium (RLM), era un ulteriore sviluppo della serie Delta IV, velivoli sperimentali progettati e realizzati dal pioniere dell'aerodinamica Alexander Lippisch negli anni trenta, per testare la fattibilità e le caratteristiche dell'ala a delta. Sarà l'ultimo progetto sviluppato da Lippisch per la DFS prima del suo passaggio alla Messerschmitt.

## Storia del progetto
Nel 1937 l'ingegner Lippisch iniziò a lavorare su un nuovo progetto di velivolo sperimentale. Indicato come Delta V era un'ulteriore estremizzazione del concetto dei precedenti prototipi atti ad eliminare le superfici di controllo dell'impennaggio introducendo progressivamente il concetto di ala volante.
Il Delta V introduceva numerose migliorie aerodinamiche volte a ridurre ulteriormente la superficie frontale del velivolo. Il motore venne spostato in posizione centrale e collegato ad un'elica in configurazione spingente posta in coda e la cabina di pilotaggio monoposto occupava la parte anteriore del velivolo raccordandosi con la sua finestratura al bordo d'entrata dell'ala. Anche per il carrello d'atterraggio venne adottata una nuova configurazione abbandonando il biciclo fisso con elementi anteriori carenati dei precedenti modelli per adottare una soluzione retrattile a scomparsa totale.
Il velivolo venne portato in volo per la prima volta come aliante all'inizio del 1939, ai comandi del pilota collaudatore Heini Dittmar, trainato da un Heinkel He 46 dalla pista di collaudo della DFS a Darmstadt. Durante i successivi voli di prova Dittmar riuscì a spiccare prestazioni di rilievo.
Poco dopo il volo iniziale del Delta V, che aveva ricevuto dall'RLM la designazione ufficiale DFS 40, Lippisch venne trasferito alla Messerschmitt su indicazione dei vertici della stessa RLM ed il programma di prove del velivolo proseguì fino alla sua perdita in seguito ad un incidente in volo. Lo studio dei dati riportati da Dittmar, sopravvissuto allo schianto, permise di identificare il problema nel calcolo della posizione del centro di massa, il quale causava difficoltà di controllo in entrata di vite piatta.